# Агар, Сидни Джеймс, 4-й граф Нормантон
Сидни Джеймс Агар, 4-й граф Нормантон (англ. Sidney James Agar, 4th Earl of Normanton; 9 апреля 1865 — 25 ноября 1933) — британский и ирландский пэр и землевладелец. Он носил титул учтивости — виконт Сомертон с 1894 по 1896 год.

## Биография
Родился 9 апреля 1865 года. Второй сын Джеймса Чарльза Герберта Уэлбора Эллиса Агара, 3-го графа Нормантона (1818—1896), и его жены Кэролайн Сьюзен Огасты Баррингтон (1834—1915), дочери лорда Баррингтона. Он получил образование в Итонском колледже (Виндзор, графство Беркшир).
17 января 1894 года его старший брат Чарльз Джордж Уэлбор Эллис Агар, виконт Сомертон (1858—1894) умер неженатым, оставив его наследником своего отца.
19 декабря 1896 года он сменил своего отца на посту 4-го графа Нормантона, 4-го виконта Сомертона и 4-го барона Сомертона (все титулы в системе Пэрства Ирландии), и 2-го барона Сомертона из Сомерли в системе Пэрства Соединённого королевства. Последний титул давал ему место в Палате лордов.
Лорд Нормантон был назначен заместителем лейтенанта Хэмпшира и помощником лорда-лейтенанта Хэмпшира, графа Нортбрука, бывшего вице-короля Индии .

## Личная жизнь
3 ноября 1894 года лорд Нормантон женился на леди Эми Фредерике Алисе Бинг (6 декабря 1865 — 29 марта 1961), второй дочери Генри Бинга, 4-го графа Страффорда (1831—1899), и графини Генриетты Даннешельд-Самсё (1836—1880).
С женой у него было семь дочерей и один сын :
- Леди Джорджиана Мэри Элизабет Агар (1 мая 1896 — 27 января 1967), незамужняя.
- Леди Александра Генриетта Алиса Агар (23 апреля 1897 — 5 января 1971), в 1917 году вышла замуж за Питера Хейг-Томаса
- Леди Кэролайн Эми Кора Агар (11 июля 1899 — май 1989)
- Леди Мэри Карен Агар (14 ноября 1901 — 28 октября 1975), в 1925 году вышла замуж за лейтенанта-коммандера Герберта Эрнеста Претимана
- Леди Диана Джулия Агар (13 июня 1904 — 18 марта 1929)
- Леди Эми Луиза Агар (4 октября 1905—1983), в 1925 году вышла замуж за Майкла Биддульфа, 3-го барона Биддульфа.
- Леди Розмари Беатрис Агар (3 июня 1908—1984) в 1931 году вышла замуж за капитана Кристофера Джона Дарелла Джеффриса, сына Джорджа Дарелла Джеффриса, 1-го барона Джеффриса.
- Эдвард Джон Сидни Кристиан Уэлбор Эллис Агар, 5-й граф Нормантон (29 марта 1910 — 28 января 1967).